# Hildegard Behrens
Hildegard Behrens (9. februar 1937 i Varel − 18. august 2009 i Tokyo) var en tysk operasanger. 
Hun blev cand.jur. og søgte ind på opera i 1970'erne og blev snart et stort navn på verdensscenerne. Hendes store gennembrud blev titelrollen i Richard Strauss' opera  Salome. Hun spillede de mest krævende roller, ikke mindst Brünnhilde i Richard Wagners operacyklus Nibelungens Ring i Bayreuth og på Metropolitian Opera i New York City. Behrens har lavet et stort antal Cd og Dvd-indspilninger.
Behrens døde den 18. august 2009 i Tokyo af en hjerneblødning.